# Acquabella (Milano)
L'Acquabella (Acquabela in dialetto milanese, AFI: /ˌakwaˈbɛla) è un quartiere 
di Milano, amministrativamente diviso tra il Municipio  3 e il Municipio 4. 

## Origine del nome
Il quartiere prende il nome da un’antica cascina costruita probabilmente nel XV secolo. La cascina era stata denominata proprio Acquabella, per via della presenza della roggia, un canale artificiale, che giungeva in Piazzale Susa.
Pare inoltre che proprio in questa piazza si trovasse un grosso avvallamento dove le acque si depositavano, formando un piccolo bacino d’acqua.

## Storia
Il ritrovamento, nell'area di piazzale Dateo, di un villaggio neolitico, a fianco del letto di un torrente dell'epoca testimonia come l'area fosse preferita a tante altre limitrofi per il suo terreno e la purezza delle sue acque.
L'Acquabella infatti era un tempo ricca di risorgive che portavano in superficie l’acqua fresca che scorreva in profondità. Queste piccole sorgenti davano vita a numerose marcite che avevano portato, a loro volta, alla costruzione di molte cascine e piccoli borghi agricoli. Qui vi era anche una forte depressione nel terreno, tanto che la roggia che passava da Via degli Scipioni, giungeva nell’odierna Piazza Novelli e lungo la Via Sidoli faceva tre salti verso Piazza Susa depurandosi e restando chiara e limpida. La depressione originaria del terreno la si può anche percepire nella via Giovanni da Milano, strada ad un livello inferiore 
confronto a Piazzale Susa.
La rigogliosità del quartiere era in netto contrasto con quello, poco distante, dell'Ortica che deve proprio il suo nome ai terreni non coltivati e alle molte ortiche che vi crescevano, sintomo di carenza d’acqua.
Con l'arrivo della ferrovia, nella seconda metà dell'Ottocento, l'area incominciò a urbanizzarsi e a industrializzarsi. L'antica Cascina Acquabella sopravvisse a tutti questi stravolgimenti compreso l’innalzamento stradale che livellò l’intero quartiere, finché a causa l’abbandono e a causa della grande necessità di edifici degli anni Cinquanta si decise di abbatterla. Oggi al suo posto si trova il complesso polifunzionale in Corso Plebisciti/Piazzale Susa, progettato da Carlo Perogalli e costruito tra il 1958 e il 1962.

## Monumenti e luoghi d'interesse

### Architetture religiose

#### Chiesa di Santa Croce
La chiesa di Santa Croce è un luogo di culto cattolico di rito ambrosiano di Milano situato in via Sidoli, nella zona dell'Acquabella, non distante da piazzale Susa e piazzale Novelli. Costruita su disegno dell'architetto piemontese Cecilio Arpesani (1853-1924) fra il 1913 e il 1917, fu eretta in parrocchia il 9 febbraio 1920.

#### Basilica dei Santi Nereo e Achilleo
La Basilica dei Santi Nereo e Achilleo è un luogo di culto cattolico di Milano, situato in Viale Argonne 56, nella zona dell'Acquabella. Il 17 gennaio 1990 la chiesa parrocchiale è stata elevata a basilica minore da papa Giovanni Paolo II.

### Architetture civili

#### Quartiere IFCP Fabio Filzi
Il Quartiere IFCP Fabio Filzi, ccompreso tra viale Argonne, via Illirico e via Birago, è stato progettato dagli architetti Franco Albini, Renato Camus e Giancarlo Palanti, ed è stato edificato dall'Istituto Fascista Autonomo Case Popolari. È il più importante esempio di quartiere razionalista a Milano. È formato da edifici di quattro o cinque piani posti parallelamente con orientamento nord-sud.

## Infrastrutture e trasporti
- stazioni di Dateo, Susa e Argonne della  linea M4
- stazione ferroviaria di Milano Dateo
- fermate filobus (linee 90/91)

Nella seconda metà dell’Ottocento, la ferrovia per la stazione di Porta Tosa attraversava la zona dell'Acquabella. Nel 1861, per la precisione, nacque un bivio ferroviario dove la nuova linea di Piacenza si divideva da quella di Treviglio. Questa diramazione venne chiamata proprio "Bivio Acquabella" ed è tristemente noto per un incidente avvenuto all’inizio del XX secolo: nel 1908 infatti tre convogli si scontrarono a causa di un errore di segnalazione, sette persone morirono e una trentina rimasero ferite.
Al giorno d'oggi, l'unica stazione che serve il quartiere dell'Acquabella è stazione di Piazzale Dateo che si trova lungo il passante ferroviario di Milano, al confine con l'attiguo quartiere di Porta Monforte. È gestita da RFI ed è servita da treni suburbani (linee S1, S2, S5, S6, S12 ed S13), gestiti da Trenord. Presso questa stazione avviene l'interscambio con la linea M4 rete metropolitana.
Varie linee di autobus, di tram e di filobus, gestite da ATM, collegano l'Acquabella ai quartieri limitrofi, al centro di Milano e a tutti i quartieri che sorgono lungo la circonvallazione esterna.
La linea M4, che collega la stazione di Milano San Cristoforo all'aeroporto di Linate, attraversa il quartiere. Oltre alla stazione di Dateo, le fermate a servizio del quartiere sono Susa e Argonne.